# Porto di Palinuro
Palinurus (modern Porto di Palinuro) va ser una antiga ciutat situada al Palinuri Promontorium, a Lucània. Prop de la ciutat hi havia una cova dedicada a Palinur, el pilot d'Enees, enterrat a la rodalia. Al cim del Promontori hi ha restes d'antics edificis que popularment es coneixen com la tomba de Palinur.